# Culeolus sluiteri
Culeolus sluiteri är en sjöpungsart som beskrevs av Friedrich Ritter 1913. Culeolus sluiteri ingår i släktet Culeolus och familjen lädermantlade sjöpungar. Inga underarter finns listade i Catalogue of Life.